# Tiberinska republiken
Tiberinska republiken var en revolutionär republik som tillkännagavs den 4 februari 1798 när republikaner tog över makten i staden Perugia. Republiken tog sitt namn efter floden Tibern. En månad senare ändrades alla påvliga stater till republiker och den Tiberinska republiken infogades i den Romerska republiken. Den franska flaggan användes som flagga.